# Hoger (Erzbischof)
Hoger (Latein Hogerus, auch Hojerus, Hotgerns)  († 20. Dezember 915 in Bremen) war von 909 bis 915 Erzbischof von Hamburg-Bremen. In der katholischen Kirche wird er als Heiliger verehrt.

## Leben
Hoger war mit dem Bischof Wigbert von Verden verwandt. Er war zunächst Mönch im Kloster Corvey und wurde dann dem körperlich  schwachen Erzbischof Adalgar als Koadjutor zur Seite gestellt.
Im Jahr 893 hatte Erzbischof Hermann von Köln bei Papst Formosus und bei König Arnulf von Kärnten grundsätzliche Anerkennung der Ansprüche des Kölner Erzbistums am ehemaligen Bistum Bremen erreicht. Auf der Synode von Trebur 895 wollte er die erneute Auftrennung des Erzbistums Hamburg-Bremen erreichen, welche unter Papst Leo IV. im Jahr 848 zusammengeführt worden waren, um dem Erzbischof von Hamburg zu ermöglichen, seinen Amtssitz in Bremen zu führen, wohin er 843 nach einem Wikingerüberfall auf Hamburg geflüchtet war. Hermann scheiterte jedoch mit seinem Anliegen auf der Synode und Papst Sergius III. bestätigte 905 die bestehende Aufteilung und erklärte die beiden Diözesen Hamburg und Bremen zu „einer Kirche“, wodurch der Titel des "Bischof von Bremen„entfiel und der Erzbischof von Hamburg zum“Erzbischof von Hamburg-Bremen" mit Sitz in Bremen wurde.
Bei der Bulle „Convenit apostolico“, die Hoger von Papst Anastasius III. (911–913) oder Johannes X. (914–928) erhalten und welche die Privilegien des Erzbistums benannt haben soll, handelt es sich um eine Fälschung, vermutlich aus dem 12. Jahrhundert. Das Original ging 1943 bei einem Luftangriff auf Hannover verloren.
Hoger achtete in seiner Diözese streng auf die Einhaltung der kirchlichen Ordnung und Lehre, dazu besuchte er die Klöster im Erzbistum. Während seiner Zeit kam es zu Einfällen von Wikingern und anderen Völkern in das Erzbistum und zu Zerstörungen in Hamburg und Bremen. Er starb nach nur sieben Jahren im Amt. Gemäß Adam von Bremen wurde Hoger im Bremer Dom beigesetzt.
120 Jahre nach seinem Tod wurde er zum Heiligen erhoben. Sein Gedenktag ist der 20. Dezember.